# Terellia oriunda
Terellia oriunda är en tvåvingeart som först beskrevs av Erich Martin Hering 1941.  Terellia oriunda ingår i släktet Terellia och familjen borrflugor. Inga underarter finns listade i Catalogue of Life.